# David L. Lander
David Leonard Lander (* 22. Juni 1947 in Brooklyn, New York City; † 4. Dezember 2020 in Los Angeles, Kalifornien) war ein US-amerikanischer Schauspieler, Drehbuchautor und Synchronsprecher.

## Leben und Wirken
David Lander wuchs im New Yorker Stadtbezirk Brooklyn auf. In seiner Jugend war er als Baseball-Spieler aktiv.
Er absolvierte seine Schauspielausbildung von 1969 bis 1973 an einer Schauspielschule in New York. Er wirkte anschließend als Schauspieler vor der Kamera bis 2017 in mehr als 120 Film-und-Fernsehproduktionen mit. Einem breiten Publikum bekannt wurde er vor allem durch seine Rolle als Andrew „Squiggy“ Squiggman in der von 1976 bis 1983 ausgestrahlten Sitcom Laverne und Shirley. Dort wirkte er in mehr als 150 Folgen mit. Er hatte zahlreiche Gastauftritte in US-amerikanischen Fernsehserien, wie beispielsweise in Matlock, Eine schrecklich nette Familie, Die Nanny oder in Reich und Schön. Während er zu Beginn seiner Karriere noch oftmals in eher komödiantischen Rollen besetzt wurde, gelang ihm später auch der Wechsel ins ernstere Rollenfach.
Lander war zudem umfangreich als Synchronsprecher aktiv. Er synchronisierte dabei verschiedene Figuren in Zeichentrickserien wie SpongeBob Schwammkopf, Tom und Jerry oder in Garfield und seine Freunde. Er betätigte sich auch gelegentlich als Drehbuchautor für Fernsehserien und Spielfilme.
Im Jahr 1984 wurde bei Lander die Nervenkrankheit Multiple Sklerose diagnostiziert. Er gründete im Jahr 1997 eine Stiftung, die sich für Patienten dieser Krankheit einsetzte. In den folgenden Jahren trat er als Redner über diese Erkrankung in Schulen, Universitäten und bei Kongressen auf.
Von März 1979 bis zu seinem Tod war Lander in zweiter Ehe mit der Fotografin Kathy Fields verheiratet. Aus dieser Ehe ging eine Tochter hervor, die Schauspielerin Natalie Lander. Er starb am 4. Dezember 2020 im Alter von 73 Jahren im Cedars-Sinai Medical Center in Los Angeles an den Folgen seiner langjährigen Erkrankung.

## Filmografie (Auswahl)
- 1976–1983: Laverne und Shirley (Fernsehserie, 156 Folgen)
- 1979: 1941 – Wo bitte geht’s nach Hollywood
- 1984: Love Boat (Fernsehserie, 1 Folge)
- 1985: Ein Engel auf Erden (Fernsehserie, 1 Folge)
- 1987: Matlock (Fernsehserie, 1 Folge)
- 1989: Eine schrecklich nette Familie (Fernsehserie, 1 Folge)
- 1989: Raumschiff Enterprise – Das nächste Jahrhundert (Fernsehserie, 1 Folge)
- 1990–1991: Twin Peaks (Fernsehserie, 3 Folgen)
- 1995: Alle unter einem Dach (Fernsehserie, 2 Folgen)
- 1995: Die Nanny (Fernsehserie, 1 Folge)
- 1997: Nash Bridges (Fernsehserie, 1 Folge)
- 1997–1998: Reich und Schön (Fernsehserie, 12 Folgen)
- 1996–1998: Pacific Blue - Die Strandpolizei
- 1998: Diagnose: Mord (Fernsehserie, 1 Folge)
- 1999: Sabrina – Total Verhext! (Fernsehserie, 1 Folge)
- 2000: Scary Movie